# Jacobsoniella bakeri
Jacobsoniella bakeri är en insektsart som beskrevs av Schmidt 1920. Jacobsoniella bakeri ingår i släktet Jacobsoniella och familjen spottstritar. Inga underarter finns listade i Catalogue of Life.